# Cuneus Prophetarum
Il Cuneus Prophetarum è l'opera più nota dello scrittore albanese Pjetër Bogdani (1630 - 1689).

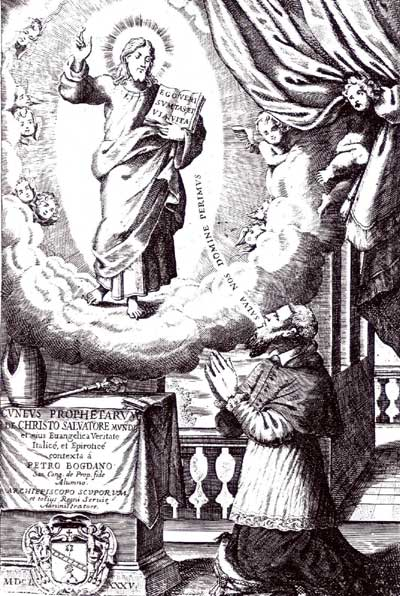
IL frontespizio del Cuneus Prophetarum

Pubblicato per la prima volta a Padova nel 1685 (l'autore all'epoca era ospitato dal cardinale Gregorio Barbarigo) è un'opera teologica e filosofica con digressioni in altri campi come le scienze, la geografia, l'astronomia, la fisica e la storia. È la prima opera scritta in prima battuta in lingua albanese ed è considerata una sorta di base della lingua stessa.
La prima versione dell'opera fu completata nel 1675 ma Propaganda Fide ordinò che il manoscritto fosse tradotto in italiano prima di autorizzarne la pubblicazione.
Il titolo completo dell'opera pubblicata è Cvnevs prophetarvm de Christo salvatore mvndi et eivs evangelica veritate, italice et epirotice contexta, et in duas partes diuisa a Petro Bogdano Macedone, Sacr. Congr. de Prop. Fide alvmno, Philosophiae & Sacrae Theologiae Doctore, olim Episcopo Scodrensi & Administratore Antibarensi, nunc vero Archiepiscopo Scvporvm ac totivs regni Serviae Administratore.
Il Cuneus fu pubblicato usando caratteri latini e caratteri cirillici, gli stessi in precedenza usati a Padova da Pjetër Budi e Frang Bardhi. Le pagine si presentano a due colonne, una in italiano e una in albanese, e l'opera è composta da due volumi. Nel primo volume, preceduto da dediche e panegirici  in lingua latina, albanese, serba e italiana e da due brevi poemi in albanese scritti da Luca Bogdani, cugino dell'autore, vengono trattati argomenti legati al Vecchio Testamento. Il secondo volume, intitolato De vita Jesu Christi salvatoris mundi è dedicato invece al Nuovo Testamento, e comprende nella parte finale la traduzione dal libro di Daniele 9,24-26, in otto lingue: latino, greco, armeno, siriano, ebraico, arabo, italiano e albanese, seguita da un capitolo sulla vita dell'Anticristo, dall'indice in italiano e albanese e da un'appendice sulla Antichità della Casa Bogdana.
La prosa usata da Bogdani è unanimemente considerata la base dell'albanese letterario.